# High Maintenance (Saweetie)
High Maintenance è il primo EP della rapper statunitense Saweetie, pubblicato il 16 marzo 2018 dalla Icy, Artistry Records e dalla Warner Bros. Records. È composto da 9 tracce, tra cui Icy Grl, il singolo apripista presentato il 26 gennaio 2018.

## Descrizione
High Maintenance appartiene al genere hip hop. Le canzoni B.A.M. e 23 parlano di relazioni amorose. Si vocifera che riguardino Justin Chombs, il figlio maggiore di P. Diddy, e Keith Powers, che ha frequentato per quattro anni.

## Tracce
1. Intro – 0:30 (Diamonté Harper, Gino)
2. B.A.N. – 3:00 (Harper, Gino, David Hassan Khaffaf)
3. Agua – 3:10 (Harper, Gino, Zaytoven)
4. Good Good – 3:21 (Harper, Gino, Adam Small, CashMoneyAP)
5. Icy Grl – 1:49 (Harper, Khia Chambers)
6. High Maintenance – 0:49 (Harper)
7. 23 – 2:45 (Harper, Nyrell Slade, Nyrell)
8. Respect – 2:44 (Harper, CashMoneyAP)
9. Too Many – 3:58 (Harper, Gino, CashMoneyAP)